# Der letzte Tango in Paris
Der letzte Tango in Paris (Originaltitel: Ultimo tango a Parigi) ist der sechste Spielfilm des italienischen Filmautors Bernardo Bertolucci aus dem Jahr 1972. Der Film erzählt von einem Amerikaner und einer jungen Französin, die sich in einer Pariser Wohnung zu Gesprächen und Sex treffen. Das Werk polarisierte die Kritik, einige Sexszenen wurden als inakzeptabel und erniedrigend empfunden. Die Bewertungen reichten von der Anerkennung als Meisterwerk bis hin zu entsetzter Ablehnung.
Vorübergehend von Zensurmaßnahmen betroffen, geriet der Film zu einem kassenträchtigen Skandalerfolg, der dazu beitrug, den etwas verblassten Starruhm von Hauptdarsteller Marlon Brando wieder aufzupolieren. Bertolucci erlaubte Brando, in einigen Szenen zu improvisieren und Erlebnisse aus seinem Erfahrungsschatz einfließen zu lassen. Thematisch kreist der Film um den Daseinsschmerz und die Unterdrückung des Individuums durch gesellschaftliche Institutionen und Erwartungen.

## Handlung
Der 45-jährige Amerikaner Paul lebt seit einiger Zeit in Paris. Seine französische Frau Rosa hat sich gerade umgebracht. Er trifft auf Jeanne, eine 20-jährige Französin, die so vor sich hinlebt. Beim Besichtigen einer Wohnung kommt es abrupt, ohne dass sie sich miteinander bekannt machen, zu einem heftigen Geschlechtsakt zwischen ihnen. Sie verlassen wortlos die Wohnung. Als Jeanne am nächsten Tag wiederkommt, drängt Paul darauf, dass sie einander nichts von ihrem Leben erzählen und sich künftig nur in dieser Wohnung treffen sollen, um miteinander zu schlafen.
Ihre Zusammenkünfte beschränken sich auf die Wohnung. Jeanne trifft sich mit ihrem Verlobten Tom, einem Jungfilmer, der fürs Fernsehen einen Pseudo-Cinéma-vérité-Streifen über sie zu drehen beginnt. Zunächst empört darüber, dass er nicht um ihr Einverständnis gefragt hat, berichtet sie vor der Kamera dann doch von ihrer Familie und Kindheit. Derweil muss sich Paul mit dem Tod seiner Frau Rosa befassen. Im Hotel, das sie geführt hat, einer heruntergewirtschafteten Absteige, sucht er das Bad auf, in dem sie sich getötet hat; ein Dienstmädchen spielt ihr Vorgehen nach. Danach streitet er mit seiner Schwiegermutter; sie will ein kirchliches Begräbnis mit Priester, Blumen und Karten, doch er verbietet ihr wütend einen Priester.
Als sich Paul und Jeanne das nächste Mal begegnen, sitzen sie nackt ineinandergeschlungen, sind zärtlich und imitieren Tierlaute. Das Verbot, von ihrem Leben zu erzählen, halten sie für ihre gegenwärtigen Lebensumstände ein. Paul erzählt aber von seinen Eltern und seiner Jugend im ländlichen Amerika; Jeanne erzählt von ihren bisherigen sexuellen Erfahrungen und masturbiert. Paul entdeckt, dass einer der im Hotel einquartierten Bewohner, Marcel, der Geliebte seiner Frau Rosa gewesen ist. Paul und Marcel haben eine lange Unterhaltung, doch am Schluss meint Paul, er verstehe noch immer nicht, was Rosa in Marcel gesehen habe. Bei einem weiteren Treffen vergewaltigt Paul Jeanne und erzwingt, Butter verwendend, analen Verkehr. Sie revanchiert sich, indem sie ihm mit einem Plattenspieler einen Stromschlag verpasst.
Jeanne trifft erneut Tom, der ihr vorschlägt – natürlich vor laufender Kamera –, in einer Woche zu heiraten. Tom möchte ihre Zukunft als eine „Pop-Ehe“ ausgestalten. Von der Brautkleidanprobe läuft sie davon, zu Paul. Sie erklärt ihm, in ihm den Mann fürs Leben gefunden zu haben. Darauf fordert er sie auf, sich die Fingernägel zu schneiden und ihre Finger in seinen Hintern zu stecken. Er begibt sich in den Raum, in dem seine Frau aufgebahrt liegt, und hält einen anklagenden Monolog. Weinend bringt er hervor, dass er in ihrer Ehe keine Zuneigung gefunden, dass sie ihn belogen und betrogen habe.
Jeanne sucht die Wohnung auf, doch Paul ist ausgezogen. So holt sie Tom, um die Wohnung zu besichtigen. Tom mag sie aber nicht. Jeanne verlässt die Wohnung nach Tom. Auf der Straße läuft ihr Paul nach, breitet sein Leben vor ihr aus und schlägt ihr vor zu heiraten. In einem Lokal, in dem Pariser Bürger an einem biederen Tangowettbewerb teilnehmen, versucht er vergeblich sie umzustimmen. Sie stören mit ihrem Tanz die Paare auf der Tanzfläche und Paul zeigt der Wettbewerbsleitung den blanken Hintern. Schließlich ziehen sie sich in eine Ecke zurück, wo sie ihm mitteilt, dass es aus sei, und ihn währenddessen unter dem Tisch ein letztes Mal mit der Hand befriedigt.
Sie verlässt den Ort, doch er folgt ihr durch die Stadt, sie flüchtet in ihre Wohnung und nimmt aus einer Schublade die Pistole ihres Vaters. Er fragt nach ihrem Namen, und noch während sie „Jeanne“ sagt, gibt sie einen Schuss auf ihn ab. Als er auf dem Balkon tot liegen bleibt, murmelt sie Sätze vor sich hin, die sie später der Polizei gegenüber aussagen wird: Dass sie ihn nicht kenne, dass er ein Verrückter gewesen sei, der sie verfolgt habe und habe vergewaltigen wollen. „Ich weiß nicht, wie er heißt.“

## Entstehung

### Vorproduktion
Bernardo Bertolucci zeigte sein Drehbuch dem Produzenten Alberto Grimaldi, der daran Gefallen fand und beschloss, es zu produzieren. Zuerst wollte Bertolucci die Rollen mit dem Darstellerpaar aus seinem letzten Werk Der große Irrtum, Dominique Sanda und Jean-Louis Trintignant, besetzen. Doch Sanda sagte ab, weil sie ein Kind erwartete, und Trintignant mochte sich vor der Kamera nicht ausziehen. Also fragte Bertolucci andere Schauspieler an. Er verehrte Jean-Paul Belmondo wegen seiner Auftritte in Filmen von Godard und schickte ihm das Drehbuch zu. Doch dieser wollte ihn nicht einmal treffen; er drehe keine Pornos. Alain Delon, von Bertolucci aufgrund seiner Rollen in den Filmen Viscontis geschätzt, zeigte Interesse, bestand jedoch darauf, selbst der Produzent zu sein, und fiel so außer Betracht.
An Brando hatte Bertolucci überhaupt nicht gedacht, bis jemand den Namen ins Spiel brachte. Grimaldi war schon Produzent des Kolonialdramas Queimada (1970) gewesen, mit Brando in der Hauptrolle. Brandos störrisches Verhalten während des Drehs von Queimada führte zu Kosten- und Terminüberschreitungen, deretwegen ihn Grimaldi auf Schadenersatz verklagte. Im Juni 1971 erreichte Grimaldi, dass ein Gericht Brandos Vermögen einfror. Damit verschärfte sich Brandos Lage weiter; er benötigte Geld für den Ausbau seines Domizils in Tahiti und für gerichtliche Händel um Sorgerecht und Alimente. Der sich abzeichnende Kassenerfolg des Films Der Pate, uraufgeführt im März 1972, bedeutete für ihn zwar eine künstlerische Rückkehr, war jedoch keine Lösung für seine Finanzklemme, da er beim Paten zugunsten einer geringen, jedoch rasch verfügbaren Zahlung auf eine Gewinnbeteiligung verzichtet hatte. Grimaldi war überzeugt, dass Brando eine gute Besetzung wäre, und versprach, seine Klage fallenzulassen, falls dieser im Letzten Tango mitwirkte. Er bot ihm 250.000 US-Dollar Gage und eine zehnprozentige Beteiligung am Gewinn an.
Bertolucci und Brando trafen sich erstmals in Paris. Bertolucci hatte ihn seit früher Kindheit bewundert und begegnete ihm mit größtem Respekt und nervösem Zittern. In Kürze erzählte er das Thema des geplanten Films und von der Figur, die er sich ausmalte. Brando ließ sich den Großen Irrtum vorführen und sagte zu, ohne das Drehbuch gelesen zu haben. Um sich besser kennenzulernen, lud er den Regisseur nach Los Angeles ein. Bertolucci reiste im November 1971, drei Monate vor Drehbeginn, an. Er erklärte Brando, dass das Drehbuch ein Ausgangspunkt sei und er mit dem Darsteller die Figur durch Improvisation weiterentwickeln wolle. Weil er Brando als sehr instinktiv einschätzte, versuchte er eine „prärationale Beziehung“ zu ihm aufzubauen. Sein Besuch entwickelte sich zu einer Art zweiwöchiger psychoanalytischer Sitzung, bei der Bertolucci den Schauspieler über seine Kindheit, seine Eltern und seine sexuellen Vorstellungen ausfragte. Brando schwankte zwischen faszinierter Offenheit und Sorge um seine Privatsphäre. Beide verstanden sich gut.
Nach Brandos Zusage stieß Grimaldi auf erhebliche Schwierigkeiten, die Finanzierung und den Vertrieb für den Film zu sichern; die angefragten Gesellschaften lehnten zunächst ab. MGM konnte mit dem Projekt wegen des erotischen Gehalts nichts anfangen. Paramount, das den Großen Irrtum in den USA verliehen hatte, fürchtete eine Wiederholung des Ärgers mit Brando wie bei Queimada. Schließlich erklärte sich United Artists bereit, sich mit 800.000 US-Dollar zu beteiligen; die Gesamtkosten beliefen sich allerdings auf 1,4 Millionen.
Als die Besetzung mit Brando feststand, ließ Bertolucci in Paris an die hundert Darstellerinnen zu Probeszenen antreten; sie mussten alle ihren Oberkörper entblößen. Maria Schneider, nach Abschluss der Schule mit 15 eine Herumtreiberin ohne feste Ziele, war 19 und konnte bis dahin drei kleine Nebenrollen vorweisen. Bertolucci war sofort von ihrer Natürlichkeit überzeugt. Seine Mitarbeiter waren skeptisch angesichts seiner Wahl, niemand außer ihm habe ihr Potenzial gesehen: „Sie hatte etwas Wildes, Scheues.“

### Dreh

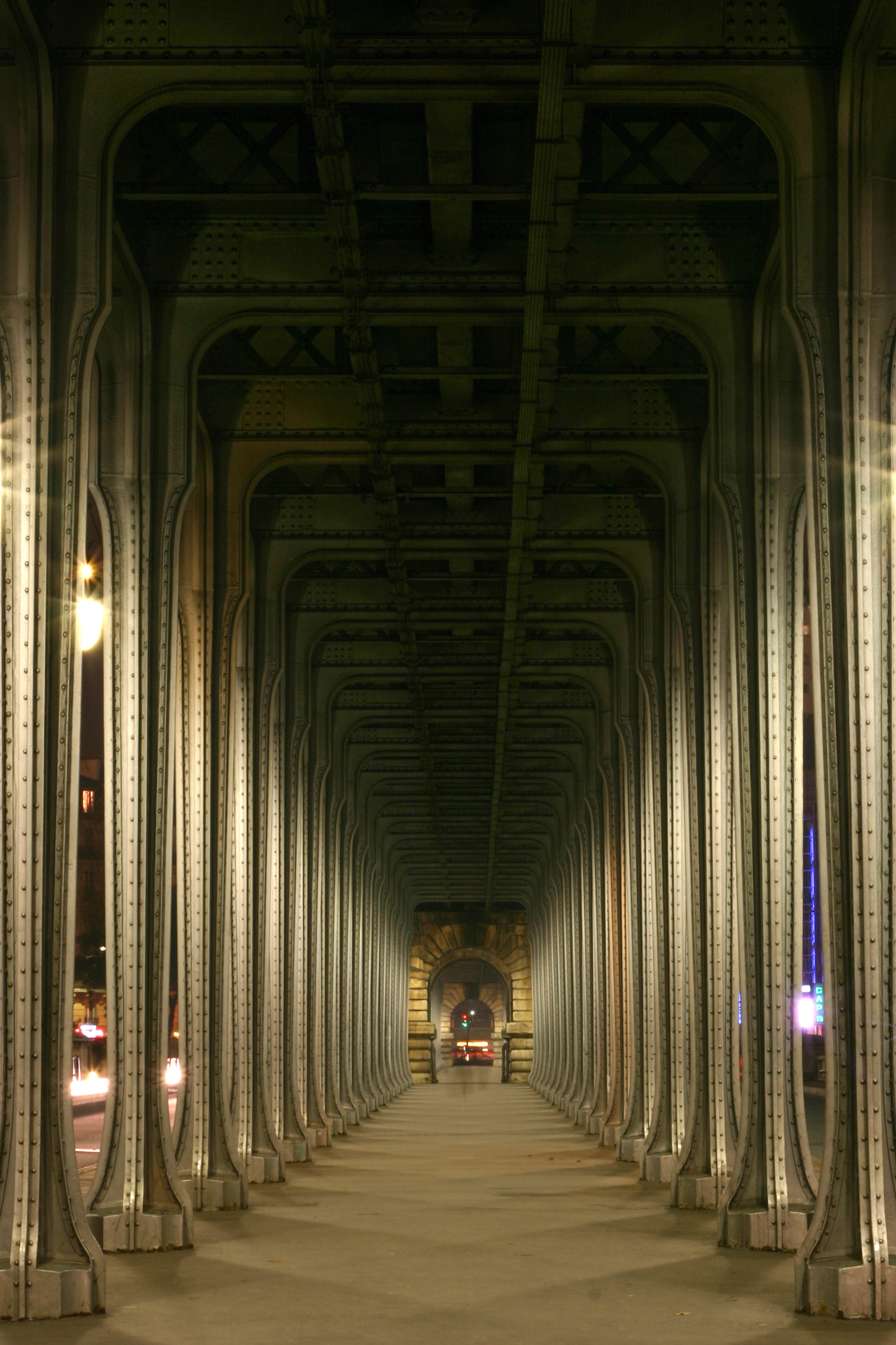
Fußweg unter dem Métroviadukt der Bir-Hakeim-Brücke, wo die Filmhandlung beginnt

Der Dreh dauerte von Februar bis April 1972. Die Eröffnungsszene entstand auf der Bir-Hakeim-Brücke im westlichen Pariser Stadtteil Passy. Dort befindet sich auch die Wohnung an der rue Alboni, die der Film als rue Jules Verne ausgibt. Die reale rue Jules Verne liegt jedoch weit entfernt im östlichen XI. Arrondissement. Die meisten Darsteller sprachen ihre Rolle auf Französisch und Brando auf Englisch, außer beim Dialog mit Marcel, in dem er Französisch spricht. Im englischen Sprachraum erschien der Film im Originalton mit Untertiteln für die französischen Dialoge, die aus der Feder von Agnès Varda stammen.
Brando war gewerkschaftlich geprägt und nicht bereit, samstags zu arbeiten. Daher drehte Bertolucci an diesem Wochentag jeweils die Szenen mit Léaud, sodass dieser und Brando – wie im Film Tom und Paul – sich nie begegneten. Die Mitwirkenden arbeiteten bis zu 14 Stunden am Tag. Die Tage schienen endlos und gingen ineinander über. Maria Schneider war von den Einsätzen bis zehn Uhr oder sogar Mitternacht vollkommen erschöpft  und weinte manchmal. Brando hörte täglich um sechs Uhr auf und ging.
Zu Beginn ihrer Zusammenarbeit nahm Brando Schneider in ein nahegelegenes Bistro und sie schauten sich 30 Minuten lang schweigend in die Augen, um sich besser kennenzulernen. Bertolucci behauptete, Schneider sei bald ödipal auf Brando fixiert gewesen. Es gab Gerüchte und widersprüchliche Aussagen, ob Schneider und Brando eine Affäre hatten. Schneider erzählte später, Brando habe sie wortreich belehren wollen, doch sie habe ihn zum Lachen gebracht; sie bestritt eine Vater-Tochter-Beziehung.
Dem Stab war bekannt, dass Brando bei früheren Produktionen den Beteiligten oft mit divenhaften Allüren die Arbeit erschwert hatte. Beim Dreh des Letzten Tango zeigte er sich aber konstruktiv, zum Regisseur hatte er ein gutes Verhältnis. Bertolucci und Brando zogen sich täglich für mehrere Stunden zurück, um in einer Art gegenseitiger Psychoanalyse zu erkunden, welche Gefühlsausdrücke in welcher Szene wie wirken würden. Sie inspirierten einander, und ihre Bereitschaft, Risiken einzugehen, schaukelte sich hoch. Sie bildeten eine eingeschworene Einheit, von der Maria Schneider und der Stab ausgeschlossen waren, und ließen die anderen im Ungewissen über überraschende Änderungen am Buch. Der Regisseur gewährte Brando jene Freiheiten, die sich herauszunehmen ihm bei anderen Regisseuren so viel Ärger eingebracht hatten.
Bertolucci wollte beide Figuren gleich behandeln und daher beide nackt zeigen. Dabei bestand der Regisseur auf echten und nicht nur angedeuteten Nacktszenen. „Ich stand vor der Wahl, den Sex entweder direkt zu zeigen oder durch Andeutungen. Die zweite Lösung wäre pornografisch gewesen, denn wirklich pornografisch ist die Heuchelei.“ Brando hatte ein großes Problem mit diesen Szenen. Sie mussten seinetwegen um mehrere Wochen nach hinten verschoben werden, damit er einige Kilo abnehmen konnte.

## Themen
Der Letzte Tango handelt nur bei oberflächlicher Betrachtung von Sex. In der Diskussion des Films wird das Thema Sex oft überschätzt und überdeckt die eigentlichen Themen des Werks. Er ist vielmehr ein Mittel, um moderne Probleme von Identität und Kommunikation auszudrücken. Hauptthema ist der existenzielle Schmerz innerhalb der Schranken zeitgenössischer Zivilisation, der den Menschen zersetzt und verzweifeln lässt. Es gibt unterschiedlichste Lesarten des Werks, die als Beleg für seine Vielschichtigkeit herangezogen werden. Bertolucci lässt einiges bewusst im Dunkeln, so dass man den Film nie vollständig verstehen kann. Es war Bertoluccis erklärte Absicht, dass der Film letztlich jedem etwas anderes bedeuten soll. Die entscheidende Bedeutung eines Werks hänge immer vom Zuschauer ab.

### Rückzug aus der Welt in einen Raum des Eros
Ursprünglich erwog Bertolucci, die Handlung in Mailand oder Rom anzusiedeln, doch als ihm der Titel Ultimo tango a Parigi in den Sinn kam, gefiel er ihm sehr. „Das hatte etwas. Paris ist wie die verbotene Stadt, scheint eigens für Filmaufnahmen errichtet zu sein.“ Eine Anregung war Georges Batailles Roman Das Blau des Himmels (1937), in dem die Hauptfigur mit einer Unbekannten schläft. Bertolucci hatte die „Zwangvorstellung“, eine unbekannte Frau in einer anonymen Wohnung zu treffen und zu lieben, was die Grundidee für das Drehbuch lieferte, das er zusammen mit Franco Arcalli verfasste. Er erklärte, erst ein ausgefeiltes Drehbuch als Ausgangspunkt erlaube ihm, wirklich zu improvisieren.
Paul hat die Wohnung an der erfundenen rue Jules Verne, der „Straße der Fantasien“, als „heiligen Ort“ für seine Sexualität eingerichtet. Für Bertolucci ist sie ein „privilegierter Raum“. Das Zimmer, in dem auf dem Boden die Matratze liegt, ist mit seiner runden Form und seinen orange-warmen Farbtönen ein mütterlicher Schoß, in dem Paul und Jeanne regredieren können, eine Art Kinderspielplatz. In der Wohnung, einer Camera obscura, steht ein eigenartiges, von weißen Tüchern bedecktes Gebilde. Es erinnert an ein modernes Kunstwerk und drückt Einsamkeit und geistige Leere aus. Die Concierge des Hauses scheint sich für die Identität der Menschen, die kommen und gehen, nicht zu interessieren. Paul will mit dem Verbot, einander Namen zu nennen oder vom Leben zu erzählen, die soziale Definition des Menschen aus der Wohnung verbannen. Damit hält er auch Kultur und Zivilisation, Vorschriften und repressive Tabus außen vor. „Die Sprache des Körpers, Gestik und Mimik, sind unmittelbarer, existentieller.“ Bertolucci selbst sieht im sexuellen Kontakt eine neue Sprachform, die es ihnen ermöglicht, frei von den Rückhalten des Unbewussten zu kommunizieren. Die psychische Regression kann man als einen Protest gegen die Unzulänglichkeiten der Zivilisation verstehen, als eine progressive Rückwärtsbewegung. Man stellte eine „lebendige, nicht vergesellschaftete Erotik“ fest. Sex sei hier keine Abfolge bekannter Schritte wie beim Tango, vielmehr eine Erkundung der geheimsten Winkel von Körper und Geist.
Als Bertolucci das Drehbuch schrieb, meinte er, die Wohnung sei eine Insel, auf der man der Welt entrinnen kann. Später merkte er, dass Paul und Jeanne „Teilnehmer der Geschichte“ sind. Sie könnten ihrer eigenen sozialen Lage nicht entkommen, denn selbst der Fluchtversuch sei ein Teil dieser Lage. „Man kann sich nicht in einem Zimmer verstecken; die Realität wird durchs Fenster hereindringen.“ Er wurde gewahr, dass der Film im Grunde nicht von einem Paar handelt, sondern von Einsamkeit. Jeanne beklagt sich, dass Paul ihr nicht zuhört. Manche Rezensionen erkennen die Aussage des Films darin, dass Sex keine Zuflucht vor und keine Alternative zu vertieften Beziehungen und Verantwortung füreinander sein könne. Paul und Jeanne scheiterten bei ihrem Fluchtversuch, weil sie zu einer echten Partnerschaft unfähig seien. Nach jeder Begegnung stelle sich Einsamkeit wieder ein, ihre Erotik entbehre einer geistigen Dimension. Sex ohne Zärtlichkeit, als Machtmittel eingesetzt, führe zu Chaos und Verzweiflung. Bertolucci meint, dass Beziehungen nur zu Beginn erotisch sind; mit fortschreitender Dauer verlieren sie die animale Reinheit. Jeanne und Paul versuchen vergeblich, diese Reinheit zu bewahren.

### Ideologischer Hintergrund: Lustprinzip und Unterdrückung
Der überzeugte Marxist Bertolucci hat in allen vier Filmen von Vor der Revolution (1964) bis zum Großen Irrtum (1970) politische Fragen direkt behandelt. Im Letzten Tango in Paris wirken sie nur untergründig; er wendet sich der individualistischen, subjektiven Seite revolutionären Denkens zu. Dennoch stufen ihn manche als den bislang politischsten Film des Regisseurs ein, weil er diese Fragen im Kampf zwischen sexueller Freiheit und psychischer Repression visualisiere.
Seine Weltanschauung ist vom Philosophen Herbert Marcuse beeinflusst. Marcuse war überzeugt, dass man in der Industriegesellschaft die entfremdete Arbeit auf ein lebensnotwendiges Minimum reduzieren und das Leistungsprinzip bannen kann. Mit dem Zurückgehen, mit der Regression hinter den erreichten Stand der zivilisatorischen Rationalität, zu einer nicht unterdrückenden, instinktiven Ordnung könne man das unterdrückte Lustprinzip befreien. Die bürgerliche Familienform jedoch unterdrücke Gefühle und körperliche Bedürfnisse, zivilisiert den Wilden im Menschen. Rasender Sex ist nur möglich durch Abgeschiedenheit von der Gesellschaft, und die Wohnung somit ein utopischer Raum, in dem das Leistungsprinzip nicht gilt. Jeanne erwähnt in einem Dialog Arbeiter, die in die Wohnung kommen und ihre Arbeitskleidung ablegen, um Liebe zu machen. Pauls Arrangement mit Jeanne ist ein „spontaner Fluchtversuch aus der Leistungsgesellschaft.“ Neben der Beziehungsunfähigkeit liegt hier ein weiterer Grund für das Scheitern von Pauls sexueller Utopie: Bertolucci wollte zeigen, dass Erlösung und Freiheit in der Gegenwart, außerhalb von historischem sozialen Wandel, vor der Revolution, unmöglich sind.
Der mit Bertolucci befreundete Schriftsteller Alberto Moravia sah im Letzten Tango zwei gegensätzliche Kräfte walten, nämlich den Eros, der das Lustprinzip verkörpert, und Thanatos, das Prinzip des Todes. Die Wohnung ist der privilegierte Sitz des Eros, während über alles andere, über die Außenwelt, Thanatos obwaltet. Der Eros verbleibt als die einzige vollkommene Artikulationsmöglichkeit in der Zivilisation, was eine klare Kritik Bertoluccis an der westlichen Kultur bedeutet. „Der Sexus ist lebendig. Der ganze Rest ist tot: die Bourgeoisie, die Ehre, die Orden, die Familie, die Ehe und sogar die Liebe selbst.“ Die bürgerliche westliche Gesellschaft kennt keine andere lebendige Wahrhaftigkeit als den Sex, hingegen ist der von Tom draußen gedrehte Film falsch. Die Gesellschaft habe den Sexus unterdrückt, um die Kraft des Menschen für die Arbeit einzuspannen. Bertolucci erklärte, in der westlichen, bürgerlichen Gesellschaft sei die Paarbeziehung von Einsamkeit und Tod gekennzeichnet. In seinem Film erlebten die Figuren den Sex als eine neue Sprache. Entsprechend ist der Einsatz des Tango. Er entstand Anfang des 20. Jahrhunderts in den Bordellen von Buenos Aires und genoss in Europa als Import einen Anstrich von Verruchtheit und Erotik. Die bürgerlichen Tanzpaare, die sich bei Bertolucci im Tango üben, führen ihn ritualisiert und leblos aus. War der Tango im Großen Irrtum noch heißblütig, ist er hier eine kalte Karikatur.
In der berüchtigten „Szene mit der Butter“ sagt Paul: „Ich werde dir was über die Familie erzählen. Diese heilige Institution, dazu bestimmt, aus Wilden tugendhafte Menschen zu machen. […] Die heilige Familie, Kirche der guten Bürger. Die Kinder werden so lange gefoltert, bis sie die erste Lüge sagen. Bis der Wille durch Gewalt gebrochen ist. Bis die Freiheit durch Egoismus ermordet ist. Scheissfamilie, verfluchte Scheissfamilie. Oh, Gott!“ Damit warnt Paul Jeanne vor der patriarchalischen, phallischen Ordnung. Sein Vorgehen wird als ein Versuch gewertet, die Anstandsnormen der Gesellschaft zu überschreiten, gegen sie aufzubegehren mit der Schändung nicht nur Jeannes, sondern auch der Schicklichkeit. Aus dem gleichen Antrieb heraus verlangt er später von Jeanne, dass sie ihre Finger in seinen Hintern steckt. Seine tätlichen und verbalen Übertretungen schänden gezielt das Heilige. Pauls Verhalten gegenüber Jeanne ist zweischneidig, es zeigt, dass die Figuren in ihrer Herkunft gefangen, von den vorherrschenden Werten geplagt sind und die Vorschriften von Familie, Kirche und Staat internalisiert haben. Es macht ihn selbst zum Unterdrücker, trotz rebellischer Rhetorik übt er phallische Autorität aus. Im Drehbuch stand Pauls Monolog, nicht aber der Gewaltakt. Bertolucci meinte nach Erscheinen des Films, dass Pauls Worte klarer werden, wenn er Jeanne gleichzeitig Schmerz zufügt, in „einer Art didaktischem Wildwüten“. Später erklärte er, Pauls Selbstzerstörung sollte sich in einer Gewalttat gegenüber dem Mädchen ausdrücken.
Die Hintergründe dieser Vergewaltigungsszene sorgen auch nach Jahrzehnten noch für Gesprächsstoff. Aussagen Bertoluccis dazu aus dem Jahr 2013 werden vielfach so interpretiert, dass Schneider nicht über den späteren Ablauf der Szene informiert worden sei. Die Szene fiel ihm und Brando demnach ein, als sie Baguettes mit Butter aßen. „Ich hatte beschlossen, dass Maria es nicht wissen durfte, dass sie es unmittelbar erleben sollte, während wir drehten. […] Als sie bemerkte, was vor sich ging, hat sie das umgehauen. […] Natürlich penetrierte Marlon sie nicht wirklich. Aber da wir ihr nicht vorher gesagt hatten, was kommt, war es wie eine echte Vergewaltigung. […] Ich weiß nicht, ob ich es heute genauso machen würde.“ Maria Schneider war nach dem Spielen dieser Szene verstört: „Es war eine unglaubliche Erniedrigung. […] Das sind echte Tränen.“
2016 äußerte sich Bertolucci erneut dazu und sprach von einem „Missverständnis“: „Maria wusste Bescheid, denn sie hatte das Drehbuch gelesen, in dem alles beschrieben war. Die einzige Neuerung war die Idee mit der Butter.“
Aus einem Interview mit Schneider, das 2007 von der Daily Mail veröffentlicht wurde, geht ebenfalls hervor, dass sie nicht erst während der Aufnahme von der gespielten Vergewaltigung überrascht wurde, sondern kurz vor dem Dreh von einer Änderung des Drehbuchs erfuhr, wobei nicht klar ist, ob es sich bei dieser Änderung um das Darstellen einer Vergewaltigung oder um die Benutzung von Butter handelte: „Sie erzählten mir erst kurz vor Beginn des Drehs davon, und ich war so wütend. […] Ich hätte meinen Agenten anrufen oder meinen Anwalt zum Set kommen lassen sollen, denn du kannst nicht jemanden zwingen, etwas zu tun, das nicht im Drehbuch stand, aber zu der Zeit wusste ich das nicht.“
Die Umstände der Dreharbeiten sorgten 2016 für eine erneute breite Medienberichterstattung mit Schlagzeilen wie „Filmszene zeigt echten sexuellen Missbrauch“ (n-tv) oder „Der Missbrauch war echt“ (Die Presse).

## Figuren und Darsteller

### Paul und Marlon Brando

#### Pauls Ehe und Verzweiflung
Paul sehnt sich verzweifelt danach, geliebt zu werden. Sein Eheleben mit Rosa muss schrecklich, eine Abfolge wortreicher Streitereien und angespannten Schweigens gewesen sein. Er hat Rosa nie verstanden und versteht ihren Freitod nicht. Bertolucci beschrieb Pauls Verhältnis zu Rosa als ödipal. Rosa war für Paul nicht nur Ehefrau, während Jahren versorgte sie ihn auch und war somit eine Mutterfigur. Eine Deutung von Pauls Zustand lautet: „Seine Tiraden sind obsessive Monologe, die nicht nach einer Gegenstimme oder Antwort verlangen.“ Gerade umgekehrt sieht es ein psychoanalytischer Erklärungsansatz, der davon ausgeht, dass ein Kind seine Identität entwickelt, indem es sich selbst im Gesicht der Mutter zu erkennen versucht, das als Spiegel dient. Pauls Verzweiflung stammt demzufolge aus seinem Unvermögen, in Rosas Gesicht lesen zu können. Maskenstarr liegt sie aufgebahrt und löst bei ihm Aggressionen aus. Entsprechend benimmt er sich dem Zimmermädchen Catherine gegenüber, das den Tod von Rosa nachstellt und so in ihre Rolle schlüpft. Paul sucht aber auch ständig Erniedrigung, hat eine Todessehnsucht und zeigt Jeanne mit morbidem Vergnügen eine gefundene tote Ratte.
Rosa hat in ihrem Hotel ihren Geliebten Marcel unterhalten, aus dem sie eine Kopie von Paul gemacht hat, um von ihm jene Liebe zu erhalten, die Paul ihr zu geben nicht imstande war. Im konventionellen Erzählfilm sind sie Rivalen von gegensätzlichem Charakter und bekämpfen sich. Rosa hat aber Paul und Marcel äußerlich angeglichen und sie mit den gleichen Bademänteln eingekleidet. Die beiden Männer plaudern bei einer noch von Rosa geschenkten Flasche Bourbon über Gewichtszunahme und Haarpflege. Als Paul Marcel verlässt, sagt er zu ihm lediglich: „Ich habe nie begriffen, was sie in dir gesehen hat.“

#### Pauls Verhältnis zu Jeanne
Die Beziehung zwischen Paul und Jeanne wird wahlweise als „Affäre“, „sexuelles Verhältnis“, „intensive Beziehung“ oder amour fou bezeichnet. Paul verlagert seine Wut und Verzweiflung über Rosa auf Jeanne in Form aggressiven sexuellen Verhaltens. Mögliche Motive sind auch an Jeanne vollzogene Rache für seine ödipale Liebe zu seiner Mutter, Selbstverachtung oder ein Versuch, im Sex seine Trauer zu vergessen. Ohne Gefühle kann eine sexuelle Beziehung nicht intensiv und andauernd zugleich sein. Da zwischen ihnen keine Liebe besteht, versucht er in den ersten zwei Filmdritteln die Intensität zu erhalten, indem er Jeanne erniedrigt. Er bringt es nicht zustande, Jeanne ohne Machotum und Brutalität zu begegnen. Jedes Mal, wenn Jeanne echte Gefühle zeigt, entwickelt er neue Weisen, sie zu demütigen. Er möchte keine andere Beziehung außer der sexuellen und verleugnet die Möglichkeit einer Liebe.
Im letzten Filmdrittel hat er jedoch einen Sinneswandel vollzogen und erklärt die Liebe doch für erreichbar, sofern man zuvor durch äußerste, schreckliche Erfahrungen gegangen ist. Er tritt vor Jeanne als Verehrer, gepflegt im Anzug, und seine vorangegangenen heftigen Angriffe gegen romantische Liebe und Ehe hat er verdrängt. Doch mit dem Versuch, ihre Beziehung in eine gesellschaftlich legitimierte Form und ins Alltagsleben zu überführen, verstößt er gegen seine eigenen Grundsätze, versetzt seinem Traum den Todesstoß, und das ist sein Untergang. Jeanne erkennt in ihm sodann den pathetischen Versager mit Kaugummi, den ausgebrannten, bemitleidenswerten alten Mann, der außerhalb des besonderen Raums der Wohnung seine Energie verliert. Ist er zu Beginn der Erzählung noch brutal gewesen, so wird er im Lauf des Films entmännlicht. Gegen Ende rückentwickelt sich Paul zum Flegel, welcher der feinen Gesellschaft den Hintern zeigt, und zum Kind, das den Kaugummi unter die Balustrade klebt, ehe es in fötaler Stellung tot liegen bleibt, im Schoß von Paris.

#### Ein moderner Orpheus
Im Letzten Tango in Paris findet man Anlehnungen an die alte griechische Sage von Orpheus. Dieser konnte, untröstlich über den Tod seiner Frau Eurydike, die Götter durch Sangeskunst davon überzeugen, ihm Zutritt zum Hades zu gewähren, um sie zurückzuholen. Allerdings erlegten ihm die Götter die Bedingung auf, sich beim Aufstieg aus dem Hades nicht nach ihr umzudrehen und sie anzusehen. Er hielt sich nicht daran und verlor sie für immer.
Die Orpheus-Sage ist nicht leicht erkennbar, weil Bertolucci die Gestalt der Frau auf zwei Figuren aufgeteilt hat. Paul versucht seine verstorbene Frau in Form von Jeanne wiederzugewinnen. Das von ihm aufgestellte Gesetz, keine Namen zu nennen und sich nichts aus ihrem bisherigen Leben zu erzählen, entspricht dem Befehl an Orpheus, nicht zurückzuschauen. Als Paul Jeanne eine bürgerliche Liebe anträgt und sein Leben vor ihr ausbreitet, bricht er das Gesetz und leitet sein tragisches Ende ein. Auch einige inszenatorische Details weisen auf Orpheus hin. Pauls und Jeannes Wege kreuzen sich das erste Mal auf einer Brücke; in der Orpheus-Sage war der Fluss Styx zu überqueren. Dort kommen sie an einer Ansammlung von Polizisten vorbei, die den mythologischen Wächtern entsprechen. Ähnlich uniformierte Polizei war schon in Cocteaus Verfilmung Orphée (1950) anzutreffen. Die Concierge, die Jeanne belästigt, ist eine Art Erinye. Ebenso ist der Straßenname „rue Jules Verne“ ein Bezug zu Orpheus, da der namensgebende Schriftsteller in seiner Erzählung Das Karpathenschloss (1892) die Sage in sein Zeitalter versetzt hat.

#### Brandos improvisierende Darstellung
Ab Anfang der 1950er Jahre bildete sich Brando zu einem elektrisierenden, rebellischen Star heraus, zum Leitstern einer aufmüpfigen Jugend. Auch sein schauspielerischer Stil war eine Rebellion gegen den Stil Hollywoods. Er benahm sich als schwieriger Außenseiter, den die Studios mehrfach wegen Nichteinhaltens von Vereinbarungen rechtlich verfolgten. Nach einer Reihe von Misserfolgen war Brandos Karriere in den 1960er Jahren an einem Tiefpunkt angekommen; den Studios widerstrebte es, Projekte mit ihm zu finanzieren. Anfang der 1970er Jahre lautete eine Einschätzung, dass der Star Brando ein Relikt aus einer vergangenen Zeit sei, in der die alten Konventionen noch stark genug waren, um dagegen rebellieren zu können. Erst seine Rolle in Der Pate (1972) brachte ihm schlagartig wieder den verlorenen Starruhm. Brandos Zusage beim Letzten Tango und der Drehbeginn erfolgten allerdings noch vor der Premiere des Paten.
Es wäre gar nicht möglich gewesen, für die Rollenkonzeption die Erfahrungen zu ignorieren, die das Publikum seit zwei Jahrzehnten mit Brando gemacht hatte. Pauls Biografie ist Brandos Filmografie. Das Zimmermädchen zählt Stationen aus Pauls Leben auf: Er war Boxer, Revolutionär in Südamerika, bereiste Japan und war Seemann auf Tahiti, ehe er in Paris eine reiche Frau geheiratet hat. Das entspricht Brandos wichtigen Rollen in Die Faust im Nacken, Viva Zapata, Sayonara und Meuterei auf der Bounty. In jeder Geste Brandos hallt eine frühere Rolle nach. Er trägt ein Unterhemd und schlägt mit der Faust gegen die Tür wie in der Rolle des Kowalski in Endstation Sehnsucht. Die Identität von Star und dargestellter Figur war im klassischen Kino nur für komische Rollen vorgesehen und falls sie doch vorkam, war sie von untergeordneter Bedeutung. Die Mythologie des Stars entfaltete sich außerhalb des Drehbuchs. Hier ist sie schon im Buch angelegt und fand durch das Improvisieren noch stärker Eingang. Dennoch sind Paul und Brando nicht gleichzusetzen. Es ist freilich nicht möglich, zu bestimmen, inwieweit Brando Paul oder sich selbst spielt. Zu Beginn des Films führt gerade der Mangel von Hinweisen auf Pauls soziale Identität dazu, dass die Gestalt mit „Brando“ aufgefüllt wird.
Jeanne lehnt Toms Wunsch ab, für seinen Film eine Szene vorzubereiten: „Heute abend wird improvisiert!“ Bertolucci gab keine fertigen Rollen vor; er ließ den Darstellern Raum zum Improvisieren, damit sie viel von sich in die Rolle einbringen konnten. Er führte mit ihnen, im Rahmen der Erzählung, beinahe psychoanalytische Gespräche, um bei ihnen bestimmte Stimmungen hervorzurufen, Spannungen und Unbehagen zu verschärfen. „Die Beziehung zu ihnen war sehr intensiv; es gelang mir, meine Rückhalte abzulegen und half ihnen, es mir gleichzutun. […] In diesem Sinne ist es ein befreiter Film.“ Wenn er von den Figuren spreche, dann nicht von Paul und Jeanne, sondern von Marlon und Maria. Er verlangte von Brando, einfach er selbst zu sein, so zu spielen, als sei die Figur Marlon Brando selbst und nicht Paul. Nach seinem Eindruck hatte Brando viel Spaß an dieser Arbeit. Brando konnte entgegen seiner Ausbildung im Method Acting spielen, also nicht jemand anderer werden müssen, sondern die Rolle seinem eigenen Charakter anverwandeln. Bertolucci schätzte den Beitrag von Brando und Schneider als unermesslich ein, denn Brando spielte die gleiche Szene in jeder Einstellung anders: „Es ist das fantastischste Geschenk, das ein Schauspieler machen kann.“ Brando folge nicht seiner Vernunft, er folge ganz seiner Intuition und seinen Instinkten, wie ein Jäger, mit der Weisheit eines alten Indianers. Von seiner Darstellung war Bertolucci so beeindruckt, dass er befürchtete, ihm als Regisseur nicht gewachsen zu sein.
Für viele von Brandos Darbietungen genügte eine einzige Aufnahme, so auch für die Jugenderinnerungen. Brandos Familie lebte während seiner Jugend auf einem Bauernhof unweit von Chicago. Der Vater war viril und von seinem Sohn enttäuscht, die Mutter natur- und theaterverbunden. Beide tranken; ihre Ehe war auch von Affären belastet. Diesen Hintergrund hat Brando in der improvisierten Szene mit dem Kuhmelken eingebracht und echte Tränen gezeigt. Bertolucci war sich bewusst, dass er tief in Brandos Intimität eingedrungen war, und glaubte, dass Brando das mit einer Mischung aus Schrecken und Faszination mitgemacht habe. Nach dem Dreh soll ihm Brando wütend vorgeworfen haben, man habe ihm Gewalt angetan und ihm sein Innerstes entrissen. Nach Erscheinen des Films versuchte Brando, den persönlich-authentischen Gehalt der gegebenen Figur herunterzuspielen; es werde zu viel in sie hineingedeutet. Von ihm selbst stecke in Paul „nur eine gewisse verzweifelte Melancholie. Eine düstere Trauer. Hass auf mich selbst. Alle Männer müssen, wenn sie mein Alter erreichen und keine völligen Idioten sind, eine Leere in sich empfinden, ein Gefühl der Angst und Nutzlosigkeit.“ Manche Kritiker stuften die Szene als Brandos beste und berührendste ein. Der Kuhmist repräsentiere den unausweichlichen Schmerz des menschlichen Daseins.

### Jeanne und Maria Schneider

#### Jeannes Verhältnis zu Paul
Jeannes Vater ist im Algerienkrieg gefallen. Sie hat ihn in seiner Uniform hinreißend gefunden. Die Vermutung liegt nahe, dass sie in Paul ihren Vater wiederzufinden hofft. Auch Bertolucci bezeichnete ihre Beziehung als ödipal. Jeanne ist passiv, nur durch Brutalität erregbar, unterwirft sich Paul und ist von ihm fasziniert, weil er ihr die Erfahrung völliger Hingabe vermittelt. Pauls Einsiedlertum, sein Mysterium und seine Authentizität machen ihre Begegnungen mit ihm zu etwas Höherem als ihr Alltag, vermitteln ein Erlebnis von Abenteuer und Freiheit. Paul will nicht altern, Jeanne nicht erwachsen werden. Gelegentlich wird behauptet, Jeanne wolle sich aus ihrer bürgerlichen Lebensform befreien. Sie lasse masochistisch die Vergewaltigung durch Paul über sich ergehen aus Schuldgefühlen über ihre Klassenzugehörigkeit.
Jeannes Faszination für Paul währt nur, solange er der kraftvolle, brutale Mann ist. Als er sie auffordert, ihn zu penetrieren, ahnt sie schon, dass er aufhören wird, den starken Mann zu spielen, und ihren bourgeoisen Wertvorstellungen stattgeben wird. Die Anziehung durch Pauls beziehungsweise Brandos mythische Vergangenheit fällt dahin, als er ihr ein normales bürgerliches Zusammenleben vorschlägt. „Wenn die Vergangenheit real wird, kann sie keinen lebendigen Mythos für die Gegenwart mehr abgeben.“ Seinen Versuch, ihr eine bürgerliche Liebesbeziehung anzutragen, empfindet sie als Affront. Was Jeanne im besonderen Raum der Wohnung auslebt, ist draußen im Licht des Tages unannehmbar; Pauls Verfolgung ist ihr lästig. Als er in der Schlussszene das Obersten-Képi von Jeannes Vater aufsetzt, schlüpft er in dessen Rolle. Mit den Schüssen auf Paul entkommt sie ihrem Dämon. Ist es ein Befreiungsschlag gegen Pauls Herrschaft über sie, oder ist sie zu jung, um sein Leiden mitzutragen? Macht sie der aktive Schritt erwachsen? Offen ist auch, ob sie auf Paul stellvertretend für ihren Vater schießt. Am Ende haben Pauls Zumutungen sie enger an Toms Seite getrieben.

#### Jeannes Wesen
Von Jeanne hieß es, gegen sie anzukämpfen habe keiner über Vierzig die Statur. Bertolucci: „Jeanne steigt ruhig über den Kadaver dieses Mannes, mit überlegener Unschuld und unbewusster Grausamkeit.“ So wie sie zu Beginn den Besen überspringt, nimmt sie auch andere Hindernisse und Widrigkeiten. Sie strahlt einen jugendlichen, gleichgültigen Hochmut gegenüber Zivilisation und Autoritäten aus, eine provokative egozentrische Weltvergessenheit. „Jeanne zerstört in den 1970ern die soziale und sexuelle Rebellion der 60er mit gelangweilter Gleichgültigkeit.“ Sie hat gegenüber Tom ob ihrer Affäre mit Paul keine Schuldgefühle. Während Paul aus Erinnerung besteht, ist sie ein Mädchen ohne Vergangenheit. Dennoch bezeichnete der Regisseur sie als kleinbürgerlich, „mein jugendliches Ich.“ Namentlich die weibliche Kritik fand, dass die Figur Charakter und Tiefe entbehre.

#### Maria Schneiders Auftritt
Man bezeichnete Schneider als „runde und fleischliche junge Frau mit schweren Brüsten“. Sie zeige ihre Sexualität und Nacktheit mit kindlicher Unbekümmertheit wie die Mädchen auf den Gemälden Renoirs. Bertolucci meinte, sie sehe körperlich sehr französisch aus. Schneider äußerte sich in der Öffentlichkeit sehr selbstbewusst und narzisstisch. Sie fand sich zynischer als Brando, freier als Bertolucci, und sie sei ein Anti-Star ohne Mythen, einfach Maria. Sie prahlte, bisher fünfzig männliche und zwanzig weibliche Sexpartner gehabt zu haben; Brando sei ihr zu alt. Er habe Angst vor dem Alter, schminke sich sorgfältig, sei faul und manchmal langsam. Seine Angst vor Nacktheit zeige, dass er nicht so frei sei wie sie. Sie betonte, dass sie nie unterwürfig gewesen sei. „Ich möchte ausdrücklich betonen, dass Jeanne eine Rolle war. Es gab in meinem Leben keine Geschichten wie diese. Nie.“ Ein rückblickendes Urteil meint, Maria Schneiders Beitrag zum Werk sei meistens unterschätzt worden. Sie trete nicht wie eine unerfahrene Schauspielerin auf, vielmehr wie ein Star mit einem Selbstwertgefühl, das sie die Erwartungen des Publikums vergessen lasse.
Im Jahr 2024 entstand der französische Spielfilm Maria von Jessica Palud, der aus Sicht Maria Schneiders ihre Mitwirkung an Der letzte Tango in Paris dramatisiert.

### Tom
Tom kommt im Gare St. Lazare an und überfällt Jeanne, die auf ihn gewartet hat, mit seiner kamera- und mikrofonbewehrten Mannschaft. Trotz ihrer Gegenwehr macht er sie zum Gegenstand seines Films. Nicht zu Paul, zu Tom sagt sie: „Du zwingst mich, Dinge zu tun, die ich noch nie getan habe. Ich habe es satt, mich vergewaltigen zu lassen!“
Während Paul gelangweilt wirkt, ist Tom enthusiastisch; wo Paul „Scheiße“ sieht, sucht Tom nach der elegantesten Kamerafahrt. Paul hat sich in die Wohnung und ins Hotel verkrochen, Tom ist der öffentliche Raum zugewiesen. Allerdings ist Tom in die entkörperlichte Sphäre des Kinos versunken, während Paul sinnliche Erfahrungen sucht. Tom kommt mit dem echten Leben nicht zurecht, ohne es vorher in Filmbegriffe zu übersetzen. Er beziehungsweise seine Kamera kommen oft zu spät, um das Leben einzufangen. Er ist eine banale Persönlichkeit, nicht imstande, Jeanne zu verstehen, sogar „geistig vorpubertär“. Seine emotionale Bindung zu seinem Film ist stärker als zu Jeanne aus Fleisch und Blut. Er kadriert sie mit seinen Fingern, bevor er sie umarmt; der distanzierte Blick hat Vorrang vor körperlicher Nähe. Bertolucci diente die Figur Tom dazu, die Schwere von Brandos Rolle aufzuwiegen. Auch die Kritik sah das Komische: „Seine tiefe Unwissenheit über das Leben wird nur von seiner enzyklopädischen Kenntnis der Cahiers du cinéma übertroffen.“
Man sah in Tom eine Karikatur von oder eine Parodie auf avantgardistische Cinéma-vérité-Autoren und einen fantasielosen Voyeur. Viele gehen davon aus, dass die Karikatur auf Jean-Luc Godard bezogen ist. Tom verlangt mit kindlichem Eifer nach Neuem – neue Ehe, neue Gesten, Neubauwohnung – und macht sich über Jeannes romantische Vorliebe für die alte Wohnung lustig. Tatsächlich forderte Godard eine neue Filmsprache. Tom benutzt seine Freundin, wie Godard seine Partnerinnen Anna Karina und Anne Wiazemsky benutzt hat. Die Figur steht für einen godard’schen bürgerlichen Künstler, der vorgibt, ein Revolutionär zu sein. In einer Zeit nach Godard ist Toms „kreativer“ Ansatz aber machtlos, weil die alten Werte bereits niedergerungen sind; „es sind keine Drachen mehr übrig, die er noch töten könnte.“
Bertolucci wollte schon lange mit Léaud drehen, weil er ihn aus Filmen mit Truffaut und Godard schätzte. Er war die 1960er Jahre hindurch völlig vom Kino enttäuscht, ein eifriger Bewunderer und gelegentlicher Nachahmer Godards, ehe er sich von diesem Einfluss befreite und Godard mit Der große Irrtum (1970) ätzend angriff. Daher kann man in Tom eine Karikatur Bertoluccis auf sich selbst sehen, einen gutmütigen Spott für Cineasten. Auch Bertolucci betonte, Tom sei keine Godard-Figur. Er empfand Sympathie für Tom, weil er sich in ihm selbst sah. Die Figur war für ihn ein Abschiedsgruß an die Filmschwärmerei, die ihm früher sehr wichtig gewesen war und die er nun zunehmend lächerlich fand.

## Filmgeschichtliche Anspielungen
Bertolucci stellte klar, dass die Figur Tom keine theoretische Reflexion über das Kino ist und es hier keinen „Film im Film“ gibt. Tom sei ein Teil des Spektakels und der Handlung. Er habe versucht, eine Geschichte und nicht eine Theorie zu verfilmen. Die Bezüge auf andere Werke seien stets ein Teil der Geschichte und sie seien so eingesetzt, dass auch Zuschauer ohne Vorkenntnisse den jeweiligen Szenen etwas abgewinnen können. So ist Tom eine Figur, welche die Handlung auch dann vorantreibt, wenn dem Zuschauer die Bedeutung seines Darstellers Léaud für die Nouvelle Vague nicht bekannt ist. „Wenn Léaud Gelächter hervorruft, so keineswegs durch ein kleines Augenzwinkern unter Cinéasten.“
Ein Beispiel ist die Szene, in der Tom einen Rettungsring mit der Aufschrift „L’Atalante“ in den Kanal wirft. Der Ring säuft unverzüglich ab. Bertolucci wollte so sein schmerzliches Angedenken an Jean Vigo ausdrücken, dem Schöpfer des gleichnamigen Films (1934). Der Ring verhält sich aber auch wie einer jener verzwickten Gegenstände aus den Buster-Keaton-Filmen. Des Weiteren kann man das Absinken des Rettung versprechenden Rings als Zeichen deuten, dass der vom Kino gepflegte Mythos der romantischen Liebe keine Sicherheit bietet. Sein erstes Selbstzitat vollzieht Bertolucci, als Paul und Jeanne am Hotel d’Orsay vorbeilaufen, wo er den Großen Irrtum gedreht hat. Paul wiederum stirbt in der gleichen Lage wie Brandos Hauptfigur in Viva Zapata. Bertolucci erklärte, dass Paul in Paris nach unberührter Echtheit suche, wie der Schriftsteller Henry Miller. Als Amerikaner in Paris tritt er auch in die Fußstapfen von Ernest Hemingway und Gene Kelly, dessen Steppschritte (1952) er nachvollzieht.
Brando, der Vertreter des alten Hollywood, und Léaud, das Symbol der Nouvelle Vague, rivalisieren, ohne einander zu begegnen. Der Dritte im Bunde ist der italienische Neorealismus. Der Darsteller von Marcel, Massimo Girotti, wirkte in zahlreichen neorealistischen Filmen mit, insbesondere im stilbildenden Ossessione (1943) von Luchino Visconti. Dieser Richtung ist auch Maria Michi zuzurechnen, die Rosas Mutter darstellt. Wenn Paul und Marcel nebeneinandersitzen, kommen das alte Hollywood und der Neorealismus zusammen. Paul: „Sie waren sehr schön, vor zwanzig Jahren?“ Marcel: „Nicht so wie Sie.“

## Inszenierung

### Dramaturgie
Paul und Jeanne erscheinen aus dem Nichts, ihr Leben wird erst allmählich entfaltet. Sie sagt: „Wir verwandeln den Zufall in Schicksal.“ Verglichen mit Bertoluccis früheren Filmen ist die Dramaturgie hier eher einfach und linear. Die Erzählung dreht sich nicht um Ereignisse als vielmehr um symbolische Situationen. Bertolucci verschmilzt vielfältige inszenatorische Ansätze. Die Theorien von Antonin Artaud, wonach das „Theater der Grausamkeit“ sein Publikum nicht nur intellektuell beschäftigen, sondern auch sinnlich aufrütteln soll, inspirierten ihn ebenso wie Verdi-Opern und das Hollywood-Melodrama, um den Gefühlen des unterdrückten Individuums Ausdruck zu verleihen. Als Paul zum Beispiel Jeanne bei der ersten Begegnung hochhebt und trägt, parodiert Bertolucci alte Hollywood-Umarmungen, doch gewaltsam bricht darauf Sex in die Szene. Wegen der Kombination aufwendiger Produktionsbedingungen mit der Suche nach spontaner Authentizität bezeichnete Bertolucci den Film auch als „Cinéma vérité für Reiche“.

### Drastik
Auffallend ist Pauls oft vulgäre Sprache. „Ich werd ein Schwein besorgen, und ich werde dich von dem Schwein ficken lassen. Ich will, dass dir das Schwein ins Gesicht kotzt und dass du das Ausgekotzte runterschluckst. […] Das Schwein wird krepieren, wenn es mit dir fickt. Dann will ich, dass du hinter das Schwein gehst, und den Todesfurz von ihm riechst.“ Die obszönen Dialoge wurden manchmal als klischeehaft empfunden. Zur Nacktheit und den drastischen sexuellen Darstellungen heißt es, Bertolucci verpacke sie mit Eleganz und Takt, sie seien enterotisiert und keineswegs pornografisch; sie legten Gefühle, nicht Körper bloß. Er erklärte, es sei kein erotischer Film, nur einer über Erotik, die für ihn eine düstere Sache sei. Es war Brando, der die Dialoge mit Obszönitäten aus den 1950er Jahren anreicherte. Er brachte auch die Idee ein, im Tangosaal den Hintern zu zeigen; er hatte schon während der Drehpausen des Paten blödelnd die Hosen runtergelassen. Viele sind überzeugt, dass Brando nicht minder denn Bertolucci der Autor des Letzten Tangos ist, besonders dort, wo sie improvisierten. Vielleicht hatte Bertolucci Brando so viel Spielraum gelassen, dass er die Kontrolle über das Thema verlor. Hier setzen Spekulationen ein, wie der Film wohl mit Trintignant und Sanda geworden wäre.

### Bacons visueller Einfluss
Während des Vorspanns werden die Gemälde Doppelporträt von Lucian Freud und Frank Auerbach sowie Studie für ein Porträt (Isabel Rawsthorne) gezeigt, beide vom irischen Maler Francis Bacon 1964 geschaffen. Er ist bekannt für seine Bilder gequälter, verzerrter Körper, Menschen als Fleischmasse, die existenzielle Angst ausdrücken; ein häufiges Motiv ist der Schrei als Metapher des Schmerzes. Die erste Retrospektive seines Werks in Frankreich fand ab Oktober 1971 im Grand Palais statt. Bertolucci nahm seinen Kameramann Vittorio Storaro zur Ausstellung mit. Danach führte er auch Brando dahin, weil er „der Ansicht war, dass sein Gesicht und sein Körper die gleiche fremdartige, infernalische Verformbarkeit aufweisen. Ich wollte einen Paul, der an […] die Gestalten erinnerte, die bei Bacon zwanghaft immer wieder erscheinen: Gesichter, die von innen heraus zerfressen werden.“ Diese Idee ist zum Beispiel in der Szene umgesetzt, in der Paul das Bad besichtigt, in dem sich seine Frau umgebracht hat. Er ist durch ein unregelmäßiges Mattglas zu sehen, das sein Gesicht verformt. Auf einem von Bacons Bildern, dem mittleren des Triptychons Studies from human body (1970), ist auf einer kreisförmigen Unterlage ein Paar beim Liebesakt zu sehen. In seinen Bildern befinden sich die Gestalten oft auf dem Fußboden. Nach dem Analverkehr mit Jeanne liegt Paul auf dem Boden und seine Verrenkungen erinnern an Bacons Gestalten. Nach Sexualakten liegen Jeanne und Paul oft in größerem Abstand voneinander. In anderen Szenen sind sie allein im Bild oder innerhalb der Bildkomposition durch starke Linien getrennt, so dass das Ganze wie eine Annäherung an Bacons Diptychen und Triptychen erscheint. Baconesk wirkt auch die alte Dame, die auf der Toilette ihr herausgenommenes Gebiss unter dem Wasserhahn spült.
Bertolucci versucht durch Komposition, Kamerabewegung, Farbe und Licht jeder einzelnen Einstellung Bedeutung zu verleihen. In den Außenszenen fangen er und Storaro die Melancholie herbstlicher Nachmittage ein. Die verschnörkelten Treppenhäuser, Aufzüge, kreisrunden Lampen und Jeannes anfängliche Kostümierung erinnern an den Stil um 1900. Die Wohnung ist elegant, aber sie verfällt; es entsteht ein irrationales Ambiente.

### Licht
Die Außenaufnahmen zeigen ein graues Paris und sind meistens schattenlos. Demgegenüber fällt in die Wohnung seitliches Licht, das die Figuren halb im Schatten belässt. Der horizontale Lichteinfall verdeutlicht, dass der Raum vom Außen abhängig ist. Es ist ein warmes, oranges Licht kurz vor Sonnenuntergang. Auch die Eingebung zu diesem Licht haben Storaro und Bertolucci in Bacons Bildern gefunden, wo man häufig orange Hintergründe antrifft. Storaro: „Damals wusste ich nichts über die Symbolik und die dramaturgische Qualität der Farbe Orange, aber ich spürte, dass es die richtige Farbe für den Film war. Ich wusste nicht, dass Orange die Farbe der Familie und der Wärme ist, die Farbe der Gebärmutter, die Farbe einer bestimmten Reife des Mannes. […] Eine untergehende Sonne ist das Symbol eines Mannes an seinem Lebensabend.“ Bemerkenswert ist, dass das französische Adjektiv tango ein lebendiges Orange bezeichnet.

### Kamera
Wie bei ihm üblich, bestimmte Bertolucci die Kamerabewegungen selbst. Die Choreografie des Tangos und seines Spiels von Anziehung und Verweigerung zeigt sich in verschiedenen Szenen, unter anderem in der Anfangssequenz, in der sich Paul, Jeanne und die Kamera aufeinander zu- und voneinander wegbewegen. In einer Kritik hieß es, diese Sequenz sei auf schöne Weise filmisch und weise auf den Stil des weiteren Filmverlaufs. Andernorts, die Kamera stürze sich wie ein Raubvogel auf Paul, um ihm die Eingeweide aus dem Leib zu reißen. Damit tritt seine Agonie gleich in den Vordergrund. Die Kamerabewegungen seien gewandt wie die Armbewegung eines Malers. Doch Bertolucci verwendet, im Vergleich mit früheren Filmen, weniger Kamerabewegungen als vielmehr Bewegungen der Figuren innerhalb des Bildes, um etwas auszudrücken. Die progressive Rückwärtsbewegung, mit der das unterdrückte Lustprinzip befreit werden soll und mit der die Psychoanalyse versucht, in die Kindheit zurückzugehen, um Probleme für die Zukunft zu lösen, kommt auch bei der Kamera zur Geltung: Tom zählt Jeannes Alter gegen Null, sie weicht beim Erzählen zurück – Erinnerungen werden in räumliche Rückwärtsbewegung umgesetzt.

### Musik
In seiner frühen Schaffensphase war Bertolucci noch der Meinung, dass die Musik unabhängig vom Bild zu sein habe. Nun räumte er der Musik eine entscheidendere Rolle ein. Der Komponist Gato Barbieri kam bei der Nachproduktion hinzu und schrieb die Musik im Gleichlauf zum geschnittenen Film. Der jazzige Stil der Musik, wie auch der schwarze Saxofonist im Hotelfenster, unterstreichen das Leid, das Paul erfahren hat. Gemäß den Rezensionen bildet die Musik eine kraftvolle Grundlage für die Erzählung, treibt sie voran. Sie wird als fiebrig charakterisiert und Barbieris Saxofonsolo als heißblütig.

## Zensur und Kassenerfolg

### Uraufführung und eine Lobeshymne
Den ersten Kontakt mit dem Publikum hatte der Film zur Zeit der Filmfestspiele von Venedig im September 1972, wo einige italienische Regisseure aus politischen Gründen das offizielle Programm mit einer Gegenveranstaltung boykottierten. Auf dieser führte Bertolucci Ausschnitte aus dem noch nicht fertiggestellten Film vor. Die anwesenden Film- und Medienleute ahnten, dass das Werk Schwierigkeiten mit der Zensur haben würde.
Grimaldi drängte darauf, den Letzten Tango an einem Filmfestival uraufzuführen, damit er als Kunstfilm gelte. Und so fand die Premiere am 14. Oktober 1972, dem letzten Abend des New Yorker Filmfestivals statt. Da Gerüchte umgingen, es sei ein besonders verruchter Streifen, wurden die Karten zu hohen Preisen schwarz gehandelt und waren schon Tage im Voraus vergriffen. Grimaldi und Bertolucci flogen die Filmkopie im Handgepäck ein. Es gab keine Vorabaufführungen, und sie zeigten das Werk nur ein einziges Mal, weil ihnen noch bevorstand, den Film der italienischen Zensurbehörde vorzulegen.
Eine der damals angesehensten Filmkritikerinnen der USA, Pauline Kael, war seit den 1940er Jahren eine Bewunderin von Marlon Brando. Sie hatte ihn 1966, als sich seine Karriere auf dem absteigenden Ast befand, als einen uramerikanischen Helden verteidigt, der groß und frei sei, weil er sich nicht an den Zielen einer korrumpierten Gesellschaft orientiere. Leider bekomme er keine würdigen Rollen mehr. Kurz nach der Aufführung in New York lobte sie den Letzten Tango mit Überschwang und Superlativen. Der Tag seiner Uraufführung habe für die Filmgeschichte die gleiche Bedeutung wie die Premiere von Le sacre du printemps 1913 für die Geschichte der Musik. „Es gab keinen Tumult, niemand hat die Leinwand beworfen, aber ich glaube, man kann sagen, dass das Publikum in einem Schockzustand war, weil ‚Der letzte Tango in Paris‘ in dieselbe hypnotische Erregung versetzt wie ‚Sacre‘ und dieselbe ursprüngliche Kraft hat.“ Bisher habe das Kino nur mechanischen Sex ohne Leidenschaft und Gefühlsgewalt gezeigt. „Bertolucci und Brando haben das Aussehen einer Kunstform verändert.“ Das Werk wühle emotional auf. Im untergehenden Beziehungsmodell dominanter Männer und sie anbetender Frauen würden sexuelle Aggressionen und Schlachten ausgelebt. „Bertolucci schafft einen Rahmen, der Improvisation ermöglicht. Alles ist vorbereitet, aber dem Wandel unterworfen, der ganze Film ist lebendig, mit Gespür für Entdeckungen. […] Brando kann seine ganze Kunstfertigkeit ausspielen: intuitiv, entzückt, fürstlich.“ Ihre vielzitierte Kritik sollte sich auf die nachfolgenden Bewertungen als einflussreich erweisen.

### Zensurversuche
Am 15. Dezember 1972 begann in Frankreich die Kinoauswertung. Die französische Zensurbehörde hatte den Film ohne Schnittauflagen freigegeben, Warntafeln in den Kinos machten das Publikum jedoch auf die „heiklen und delikaten“ Stellen aufmerksam. Der Präsident der Behörde erklärte, auf die Reife und Selbstbestimmung des Publikums zu vertrauen. Allerdings kam es in einigen Städten vorübergehend zu Aufführverboten.
Mitte November 1972 verweigerte die italienische Filmzensur die Freigabe des Films. Produzent Grimaldi, der schon wegen eines Pasolini-Films Schwierigkeiten mit der Zensur hatte, willigte in zwei Kürzungen ein; der Film konnte Mitte Dezember in einigen Städten anlaufen. Sogleich reichte ein Zuschauer in Bologna Klage gegen den Produzenten, den Regisseur und die Hauptdarsteller ein. Das Gericht stellte eine „rüde, widerwärtige, naturalistische und sogar unnatürliche Darstellung“ fest. Die Polizei beschlagnahmte Filmkopien im ganzen Land; die Angeklagten erhielten je eine zweimonatige Haftstrafe und das Gericht entzog Bertolucci die bürgerlichen Rechte. Das damals nicht unübliche Vorgehen stützte sich auf noch gültige Gesetze aus der Zeit des Faschismus und rief den Widerstand von Filmemachern hervor. Sie forderten die Abschaffung der staatlichen Filmzensur. Der Bürgermeister von Bertoluccis Herkunftsstadt Parma sprach ihm seine Solidarität aus. Bertolucci bestand darauf, dass man das Werk nicht aufgrund einzelner Szenen, sondern nur als Gesamtes beurteilen dürfe. Erst anderthalb Monate später sprach das Gericht das Werk vom Vorwurf der Obszönität frei. Ein erneutes Verbot ereilte den Film in Italien von 1976 bis 1987.
In den Vereinigten Staaten fürchtete der Verleiher des Films, die United Artists, angesichts der Proteste gegen den Pornofilm Deep Throat, der Letzte Tango könnte in dessen Nähe gerückt werden; dass Pauline Kael Bertoluccis Film in den Rang eines seriösen Kunstwerks erhoben hatte, kam sehr gelegen. United Artists publizierte ihre Kritik als zweiseitige Anzeige in der New York Times. Der Verleiher verfolgte vor dem Publikumsstart Anfang Februar 1973 die ungewöhnliche Strategie, die Kritiker nicht mit möglichst viel, sondern wenig Information zu versorgen. Zu den spärlichen Pressevorführungen lud er nur ganz wenige ausgewählte Journalisten ein. Mit dem Nichtkommentieren von Gerüchten erreichte er, die Produktion länger im Gespräch zu halten. Das Vorgehen verärgerte aber auch viele Kritiker. Anfänglich lief der Streifen in New York in nur einem Saal, zu fünf statt der üblichen drei Dollar Eintritt. „Frühe Schreie – und viel Flüstern – lösten einen Ansturm auf Eintrittskarten aus.“
In der Bundesrepublik lief der Film erst am 29. März 1973 an. Er war ohne Kürzungen ab 18 Jahren freigegeben mit Ausnahme der stillen Feiertage. Dass Claus Biederstaedt Brando mit sanfter Stimme synchronisiert hat, legte Der Spiegel als „Synchron-Betulichkeit“ aus. In Chile, Südafrika und der Sowjetunion war der Letzte Tango verboten. Interessierte Spanier umgingen das Verbot in ihrem Land durch eigens organisierte Busreisen zu grenznahen französischen Kinos. Proteste gegen den Film beziehungsweise seine Freigabe durch Zensurstellen gab es in Großbritannien (wo der Film um zehn Sekunden gekürzt lief) und in Australien.

### Gesprächsstoff und kommerzieller Erfolg
Bertolucci erklärte, dass er darauf aus war, ein größeres Publikum zu erreichen als zuvor, doch auf den Erfolg des Letzten Tangos sei er nicht gefasst gewesen. Er schwor, es sei nicht seine Absicht gewesen, zu schockieren. Das Publikum sei erwachsen und habe die Wahl. Der Erfolg lag nicht allein an künstlerischen Aspekten. Die in mehreren Ländern ergangenen Zensurmaßnahmen und sein skandalöser Ruf bewirkten, dass der Film überall zum unumgänglichen heißen Gesprächsthema wurde. Der „ungestüme Gesellschaftstanz der Saison“ polarisierte die Meinungen des Publikums. In Paris war der Streifen trotz 39 täglichen Vorführungen oft ausverkauft. Die Bild-Zeitung ließ sich die Gelegenheit nicht entgehen, von Dezember 1972 bis nach dem deutschen Kinostart Ende März 1973 mindestens ein Dutzend Artikel herauszubringen, die im Zusammenhang mit dem Letzten Tango standen. Die meisten waren auf Sex und Skandal fokussiert, ließen aber keine bestimmte Haltung dem Film gegenüber erkennen. Viele Kinogänger erwarteten einen besonders schweinischen Film; ein Drama über Verzweiflung vorfindend fühlten sie sich getäuscht. Andererseits soll in Palermo ein älterer Herr während der Vorführung einem Herzanfall erlegen sein.
Der Letzte Tango zog zahlreiche parodistische Pornos, Comics und andere Bearbeitungen nach sich. Es ging auch die Zote um, der Film werde dazu beitragen, in der EWG die durch Beihilfen entstandenen Butterberge abzutragen. Weil dem Film keine literarische Vorlage zugrunde lag, die vom Erfolg des Films hätte profitieren können, beauftragte der Verleih einen Autor mit der Ausarbeitung eines Romans. Der Film spielte weltweit etwa 50 Millionen US-Dollar ein, davon 16 Millionen in den USA. Mindestens 4 Millionen dürften Brando zugeflossen sein und seine finanziellen Probleme gelöst haben.

## Bewertungen

### Zeitgenössische Kritik
Die kritischen Urteile fielen meistens in zwei Lager. Auf der einen Seite gab es Begeisterung über ein sensationelles Filmereignis und ein künstlerisch herausragendes, befreiendes Werk, das Äußerungsfreiheit genießen soll. Auf der anderen Seite schockierte Empörung, der Vorwurf erniedrigender Obszönität, oft verbunden mit dem Ruf nach Zensur. In der Diskussion dominierten die Sexdarstellungen über Aussage und Bedeutung, Stärken und Schwächen des Films. Beide Positionen erschwerten es jenen, die den Film erst später zu Gesicht bekamen, ihn unverstellt anzusehen und sich vorurteilslos eine eigene Meinung zu bilden. Das galt besonders für die Bundesrepublik, wo der Film erst später startete.
Der Spiegel empfahl den Film als „sehenswertes Werk von unleugbarer Brillanz.“ Cinéma 73 meinte: „Die Kamera prahlt mit Bravourstücken, doch immer intelligent, da sie mit teuflischer Präzision Raum und Zeit bestimmt.“ Gelobt werden die Farben und Töne, die an die besten Arbeiten Viscontis erinnern. „Schade nur, dass in einem so bemerkenswerten Werk Léaud mit dem teilnahmslosen Ausdruck eines paranoiden Zombies durch die Straßen stiebt.“ Sehr ähnlich sah es Positif: „Das Wenige, das den ‚Letzten Tango‘ von einem sehr großen Film trennt, sind Unzulänglichkeiten, oder vielmehr die unzulängliche Reinzeichnung der Figur von Léaud: Seine stereotype, überladene Fiebrigkeit widerspricht der gemessenen Gangart des Films.“ Le Figaro bescheinigte Bertolucci inszenatorische Brillanz und meinte: „Bertolucci macht, wozu Pasolini nicht fähig ist. Sein Talent geht über die Vulgarität hinaus.“ Desgleichen Le Monde: „Bertolucci geht so weit, dass er manchmal die Pornografie streift. Aber sein Talent rettet ihn.“ Zur Offenlegung von Brandos intimer Persönlichkeit: „Diese Art von Vergewaltigung, der wir hier beiwohnen, ist das Geheimnis der Faszination, die der Film ausübt. […] Ob man es mag oder nicht – und viele mögen es nicht – man kann die magnetische Kraft dieses Werks nicht abstreiten.“ Man sagte dem Werk dieselbe Zukunft voraus wie L’avventura (1960) und Letztes Jahr in Marienbad (1961): Zunächst jeweils ein Skandal, erweise sich später die überragende Bedeutung des Films.
Die Gegner des Werks argwöhnten oft, es sei als Kunst maskierte Pornografie. Der Stern sah „aggressive, animalische Sex-Szenen, die von einer bisher nicht gekannten Unmittelbarkeit und Hemmungslosigkeit sind, und gegen die gängige Porno-Streifen wie ein biederes Trimm-dich-Programm wirken.“ Le Canard enchaîné war der Ansicht, Brando spiele einen schwanzgesteuerten Deppen. Während Bertolucci thematisch unklar bleibe, seien die Bilder eindeutig. Sein Film sei „oft zum Kotzen“ und Talent keine Entschuldigung. Eine Kritikerin fand den Film erniedrigend und vermerkte, „bei Schneider tritt der natürliche Pelz an die Stelle von Talent.“ Die Befreiungsrhetorik der Befürworter provozierte die Replik: „Was die befreienden und revolutionären Aspekte betrifft, wünsche ich mir als Beweis dafür, dass der Film seine enthusiastische Aufnahme in Hanoi, Peking, Moskau und Havanna nicht versäumt; alles Länder, die befreit sind von oppressiven politischen Systemen wie dem unseren.“
Eine gemischte Kritik gab die katholische Film-Korrespondenz ab. Sie fand den Film ziemlich amerikanisch: „Der Pessimismus in der Andeutung des Rückzugs auf die Position ‚die Welt ist sowieso kaputt, ich lebe wie ich kann‘, verleihen diesem Werk eine Oberflächenstruktur, um nicht zu sagen Banalität, die in vielem der Position heutiger amerikanischer Intellektueller entspricht.“ Der Regisseur habe sich zu viel vorgenommen und leiste sich freudianische Vereinfachungen, habe aber große erzählerische Qualitäten: „Von diesem Film verbleibt eigentlich nur noch die Offenheit der Darstellung ganz persönlicher Welten, ein ungewöhnliches dramaturgisches Talent und eine sich den Personen der Schauspieler schöpferisch anpassende Arbeitsweise auf ganz hohem Niveau.“ L’Express warnt: Man hüte sich vor dem trügerischen Titel, der Erwartungen an eine bewundernswerte Tangoszene wie die im Großen Irrtum weckt. „Einige hübsche Augenblicke. Viele starke Momente. Eine sexuelle Freiheit, die eine andere Form von Knechtschaft ist.“ Durchwachsen ist auch das Urteil in Film Quarterly. Der Streifen habe ein zu enges Verständnis darüber, was Menschen einander in Liebe geben können, um ein großartiger Film zu sein. Er zeige brillant, wie bürgerliche Werte den Menschen deformieren, auch wenn Jeanne eine allzu seichte Figur ist, um Frauen zu repräsentieren. Er sei jedoch visuell komplex und leidenschaftlich.
Einige Publikationen wichen einer Stellungnahme aus. Die Filmkritik unterließ eine Bewertung und gab nur verschiedene Erläuterungen Bertoluccis wieder. Der Cahiers-du-cinéma-Kritiker Pascal Bonitzer vermisste im Streit zwischen „Reaktion gegen Liberalismus“ die marxistisch-leninistische Position.
Auch manche Regiekollegen äußerten sich. Pasolini schätzte den Film seines einstigen Zöglings Bernardo nicht; der Sex darin sei eher bedrückend als schöpferisch; er sah in der Besetzung mit Brando einen Ausverkauf ans bourgeoise Kommerzkino. Dennoch brüstete er sich während des Drehs seines Films Salò damit, er werde stärker schockieren als der Letzte Tango. Godard war bei der Pariser Premiere zugegen und verließ nach zehn Minuten den Saal, weil er den Film grauenhaft fand. Robert Altman entdeckte äußerste filmische Ehrlichkeit und ernannte den Letzten Tango zum Maßstab für jegliche frühere wie künftige Filme.

### Kritik der Geschlechterbilder
Als Bertolucci den Letzten Tango schrieb, brach nach fünf Jahren gerade die Beziehung mit seiner Lebensgefährtin auseinander. Bei Brando gab es Vermutungen, dass er aufgrund der Streitigkeiten um Alimente und Sorgerecht einen gehörigen Hass auf Frauen und Familie entwickelt hatte. Der Streifen geriet sofort unter Beschuss durch Feministinnen, von denen einige ein Verbot forderten. Dazu meinte Bertolucci, das sei für ihn eine viel zu instinktive Reaktion. Das Werk handle von Chauvinismus, und moralische Urteile abzugeben interessiere ihn nicht. Überhaupt traumatisiere der Film Männer stärker als Frauen, weil er Männlichkeit in Frage stellt. Es gab Kritikerinnen, die sich dieser Lesart anschlossen: Paul sei gleichzeitig eine extreme Ausprägung des Machotums wie auch ein Beispiel dessen Scheiterns, was eine feministische Kritik erschwere.
Hinsichtlich der Geschlechterbilder überwiegt jedoch Skepsis. In der kollektiven Mentalität sei der Verkehr zwischen gleichwertigen Partnern, ohne Herrscher und Beherrschte, noch ziemlich ungewohnt. Dass Paul sich von Jeanne penetrieren lässt, sei nur eine Rollenumkehr zwischen Herrschendem und Beherrschtem. Bertolucci verwerfe die Idee der gleichberechtigten Liebe völlig und karikiere sie obendrein schäbig in der Figur von Léaud. Jeanne versuche zwar der Dominanz des Mannes über die Frau zu entkommen, werde aber gleichzeitig von ihr angezogen. Der Film kritisiere und bekräftige zugleich die weibliche Passivität angesichts männlicher Potenz. Er habe mit gängigen Pornofilmen gemeinsam, dass die Frau, je mehr sie sich den sexuellen Wünschen des Mannes unterordne, umso befreiter sei und ihr wahres Wesen entdecken solle. Der begeisterten Pauline Kael wurde unterstellt, sie habe das Werk auf einer niedrigen Bewusstseinsstufe konsumiert, das eigentliche Thema nicht erkannt und sei den Szenen der Unterwerfung der Frau durch Brando erlegen.
Pauls Monolog vor der aufgebahrten Rosa baue ein Bild von der Frau als einem Rätsel auf, aber auch als einem Wesen, das hinterhältig gegen die Männer handele. Paul, der Rebell gegen die Gesellschaft, erniedrige Jeanne als Stellvertreterin der Bourgeoisie; damit erhalte Bertolucci die soziale Demütigung von Frauen aufrecht. Jeanne nähme nicht an seiner Rebellion teil, nicht einmal dann, als sie ihn am Ende niederschießt, weil sie dabei als Vollstreckerin sozialer Normen fungiere. Der Film führe vor, wie zerstörend das Patriarchat auf die Figuren einwirke. Die Kritik am Patriarchat werde jedoch aus der Sicht Pauls vorgetragen. Er sei der Träger des Leidens und die melodramatische Hauptfigur, und männliches Leiden werde glorifiziert. Das schränke die Allgemeingültigkeit der Patriarchatskritik ein. Jeglicher Hinweis auf die Leiden der Frau müsse außerhalb des Filmtextes gesucht werden, durch Zuschauer, die über ein Einfühlungsvermögen verfügen, das Bertolucci abgehe.
Die Figur Jeanne wird als unbedarft empfunden. Ein Ungleichgewicht ergab sich auch aus der Paarung einer Jungdarstellerin mit einem gestandenen Star, dem Bertolucci die Tragik zugewiesen hatte. Michael Althen beschrieb dies folgendermaßen: „Was er (Brando) spielt, ist natürlich die Tragödie eines lächerlichen Mannes, aber wie er es spielt, wird daraus das Drama des begabten Kindes, früh gealtert, nie erwachsen geworden. Dabei ist das wahrhaft begabte Kind in diesem Film seine Partnerin Maria Schneider, von der man zwar nicht behaupten kann, dass sie übersehen worden wäre, aber deren Beitrag zum Tango hartnäckig unterschätzt worden ist.“
Sie steht längere Zeit über frontal vollkommen nackt vor der Kamera, er ist fast immer angezogen, sein Glied nie zu sehen. Die feministische Kritik versteht das als Ausdruck von Macht. Für Bertolucci habe Jeannes Nacktheit etwas Kindliches, und Paul erscheine ihm in der Kleidung väterlicher; er wollte so die ödipale Beziehung der Figuren unterstreichen. Er behauptete, vorhandene Aufnahmen von Brandos Penis in der Endfassung nicht verwendet zu haben, weil er sich so sehr mit Brando/Paul identifizierte, dass er sich geschämt hätte, als ob er sich selbst nackt zeigte.

### Spätere Bewertungen
Autorinnen und Autoren, die den Letzten Tango in Paris im Rahmen von Bertolucci-Monografien behandeln und in eine Reihe mit seinen früheren und späteren Werken stellen, bewerten den Film unterschiedlich. Kolker (1985) kommt zum Schluss: „Es ist vielleicht sein emotional-gehaltvollstes Werk, doch die Gefühle gehen nicht auf Kosten einer durchdachten, komplexen Form.“ Und: „Der Film nimmt eine Ideologie- und Figurenanalyse vor und reflektiert sich in einer sehr bewegenden Form selbst. Damit zwingt er den Zuschauer, für Dinge aufmerksam zu sein, für welche die Figuren blind sind. Gleichzeitig erschwert er diese Aufmerksamkeit; er ist zugleich verführend und abweisend, lädt zum Eintauchen ein und verweigert es. Bertolucci drückt in Gedanke und Gefühl eine Intensität aus, die er weder zuvor noch danach je wieder erzielt hat.“ Kline (1987) findet, das Geniale am Film sei das Zusammenbringen mehrerer gedanklicher Ebenen in einem einzigen Werk: Die mythische der Orpheus-Sage, die psychoanalytische und die metafilmische. „Indem Bertolucci sich auf Pauls zwanghaftes Eindringen in Jeannes Körper konzentriert und auf Toms wahnhaftes Streben, Jeanne zu filmen, macht er den Zuschauern ihre eigene Rolle als Voyeure bewusst.“ Demgegenüber meint Tonetti (1995): „Im Letzten Tango fehlt es an Substanz; ein raffinierter, aber unruhiger visueller Stil ersetzt das Ausloten der Figuren und Umstände.“ Mit der einsamen Überschreitungserotik zeuge das Werk von seiner Zeit und sei ein Vorläufer weiterer Filme mit einer dumpfen, seelenlosen Erotik, die sich selbst genüge.
Kuhlbrodt (1982) legt den Schwerpunkt auf die Form: „Was Bertolucci mit dem Letzten Tango versucht, das ist die obsessive Annäherung an ein Publikum, das Hollywoodfilme zu sehen gewöhnt ist und auch einen Hollywoodstar zu sehen kriegt – aber einen Film, in dem die bürgerlichen Sehgewohnheiten auf den Kopf gestellt werden. […] Bertolucci hat eine Sprache gefunden, deren Unmittelbarkeit offensichtlich radikal die gewohnten Kommunikationsschranken niedergerissen hat. Der Film ist so direkt wie die Adresse der Bilder von Francis Bacon.“ Mehrere Autoren weisen darauf hin, dass dieser Film innerhalb von Bertoluccis Werk einen Wendepunkt markiere. In seinem Frühwerk orientierte sich Bertolucci am Modell eines kompromisslos experimentierenden Films, der die Wertvorstellungen einer kapitalistischen Gesellschaft sowohl inhaltlich wie formal angreife. Allmählich ging er zu einem Ansatz über, der auch für das breite Publikum zugänglich und diesem gefällig war. Formal gab er radikale Stilmittel auf, kehrte zu einer linearen Erzählweise zurück und nahm melodramatische Elemente auf. Inhaltlich verlegte er die politischen Themen in den Hintergrund und fokussierte auf die individuell-psychologische Ebene. Trotz der Abkehr vom Avantgarde-Kino fordere der Film den Zuschauer auf, über das Filmschauen und die politische Dimension privater Gefühle nachzudenken. So stellt Loshitzky (1995) fest, dass außer den Figuren auch Bertolucci eine progressive Regression durchmache, hin zu den herkömmlichen narrativen Formen des Mediums. Das Werk wirke als postmoderner progressiver Film, da er sich innerhalb dieser Formen bewege, nur um dem Publikum zu zeigen, dass diese nicht länger haltbar seien.
Der letzte Tango in Paris avancierte zu einem Symbolfilm der 1970er Jahre, als sich die westliche Gesellschaft und ihre Werte im Umbruch befanden. Der Film trieb die Enttabuisierung der Sexualität voran, wendete sie aber pessimistisch ins Tragische. Wenige Monate nach ihm startete Das große Fressen, von dem es hieß, dass er den Tango an Schockwirkung übertreffe. Es folgten Der Nachtportier und Im Reich der Sinne, die ihrerseits mit Zensurmaßnahmen zu kämpfen hatten. Inzwischen sind all diese Filme auf deutschen Fernsehsendern ausgestrahlt worden.

## Auszeichnungen
Marlon Brando und Bernardo Bertolucci waren 1974 für den Oscar als bester Hauptdarsteller und für die beste Regie nominiert. Brando gewann den National Society of Film Critics Award der USA und den New York Film Critics Circle Award; Bertolucci war für den Golden Globe Award nominiert und gewann den Filmpreis der Italienischen Vereinigung der Filmjournalisten (Sindacato Nazionale Giornalisti Cinematografici Italiani). Maria Schneider gewann den Filmpreis David di Donatello. Der Film wurde außerdem im Jahr 1974 mit der Goldenen Leinwand ausgezeichnet.

## Synchronisation
Die deutsche Synchronfassung wurde 1973 von der Ultra-Film-Synchron GmbH in Berlin erstellt. Die Sprecher sind:
| Rolle        | Darsteller         | deutsche Stimme    |
| ------------ | ------------------ | ------------------ |
| Paul         | Marlon Brando      | Claus Biederstaedt |
| Jeanne       | Maria Schneider    | Heidi Fischer      |
| Tom          | Jean-Pierre Léaud  | Randolf Kronberg   |
| Catherine    | Catherine Allégret | Dagmar Biener      |
| Marcel       | Massimo Girotti    | Klaus Miedel       |
| Rosas Mutter | Maria Michi        | Berta Drews        |

## Weiterführende Quellen

### Dokumentarfilm
- Es war einmal… der letzte Tango in Paris. Fernsehdoku von Serge July und Bruno Nuytten, arte France/Folamour Productions/Odyssée 2004 (erstmals ausgestrahlt auf Arte am 3. Dezember 2004; siehe auch Besprechung dieser Doku in der taz vom selben Tag)

### Spielfilm
- Maria. Spielfilm von Jessica Palud aus dem Jahr 2024 mit Anamaria Vartolomei als Maria Schneider und Matt Dillon als Marlon Brando.